# MED9
MED9 (англ. Mediator complex subunit 9) – білок, який кодується однойменним геном, розташованим у людей на короткому плечі 17-ї хромосоми. Довжина поліпептидного ланцюга білка становить 146 амінокислот, а молекулярна маса — 16 403.
| 10         |  | 20         |  | 30         |  | 40         |  | 50         |
| ---------- |  | ---------- |  | ---------- |  | ---------- |  | ---------- |
| MASAGVAAGR |  | QAEDVLPPTS |  | DQPLPDTKPL |  | PPPQPPPVPA |  | PQPQQSPAPR |
| PQSPARAREE |  | ENYSFLPLVH |  | NIIKCMDKDS |  | PEVHQDLNAL |  | KSKFQEMRKL |
| ISTMPGIHLS |  | PEQQQQQLQS |  | LREQVRTKNE |  | LLQKYKSLCM |  | FEIPKE     |

A: Аланін

C: Цистеїн

D: Аспарагінова кислота

E: Глутамінова кислота

F: Фенілаланін

G: Гліцин

H: Гістидин

I: Ізолейцин

K: Лізин

L: Лейцин

M: Метіонін

N: Аспарагін

P: Пролін

Q: Глутамін

R: Аргінін

S: Серин

T: Треонін

V: Валін

Кодований геном білок за функціями належить до активаторів, фосфопротеїнів. 
Задіяний у таких біологічних процесах, як транскрипція, регуляція транскрипції, ацетилювання. 
Локалізований у ядрі.